# Hancock (Iowa)
Hancock es una ciudad ubicada en el condado de Pottawattamie en el estado estadounidense de Iowa. En el Censo de 2010 tenía una población de 196 habitantes y una densidad poblacional de 98,28 personas por km².

## Geografía
Hancock se encuentra ubicada en las coordenadas 41°23′42″N 95°21′34″O / 41.39500, -95.35944. Según la Oficina del Censo de los Estados Unidos, Hancock tiene una superficie total de 1.99 km², de la cual 1.93 km² corresponden a tierra firme y (3.25%) 0.06 km² es agua.

## Demografía
Según el censo de 2010, había 196 personas residiendo en Hancock. La densidad de población era de 98,28 hab./km². De los 196 habitantes, Hancock estaba compuesto por el 95.92% blancos, el 0% eran afroamericanos, el 0.51% eran amerindios, el 0% eran asiáticos, el 0% eran isleños del Pacífico, el 2.04% eran de otras razas y el 1.53% pertenecían a dos o más razas. Del total de la población el 2.55% eran hispanos o latinos de cualquier raza.